# Football Club Étoile du Kivu
Maillots
Actualités
Le Football Club Étoile du Kivu, abrégé en FC Étoile du Kivu, est un club de football congolais fondé en 2016 et basé à Bukavu. Le club évolue en Vodacom Ligue 1 depuis la saison 2021-2022. Le président du club est Sylvanus Mushi Bonane.

## Histoire
Le Football Club Étoile du Kivu est une équipe de football fondée le 27 novembre 2016 par Sylvanus Mushi Bonane, homme politique congolais. L’équipe joue à Bukavu, ville située à l’est de la République démocratique du Congo.
Le club est promu en 1re division nationale (Vodacom Ligue 1) à la suite de la saison 2020-2021 de Ligue 2.
C'est à ce jour la seule équipe de la province du Sud-Kivu à jouer au 1er échelon national.
L'ancien international congolais, Andre Ngole Kona, est l'entraîneur principal de l'équipe depuis le 2 janvier 2022,.

## Personnalités historiques du club

### Entraîneurs
- 2016-2017 :  Gula Shotre[5]
- 2017-2018 :  Guy Zozo[6],[7]
- 2018-2019 :  Jacques Kingambo[6],[8]
- 2019-2020 :  Raoul Lukusa[9]
- 2020-2021 :  Tifo Miezi[10]
- 2022-2024 :  André Ngole Kona
- 2024- :  Douze Kasereka[11]

### Présidents
- 2016- :  Sylvanus Mushi Bonane